# Tratatul de la Karlowitz

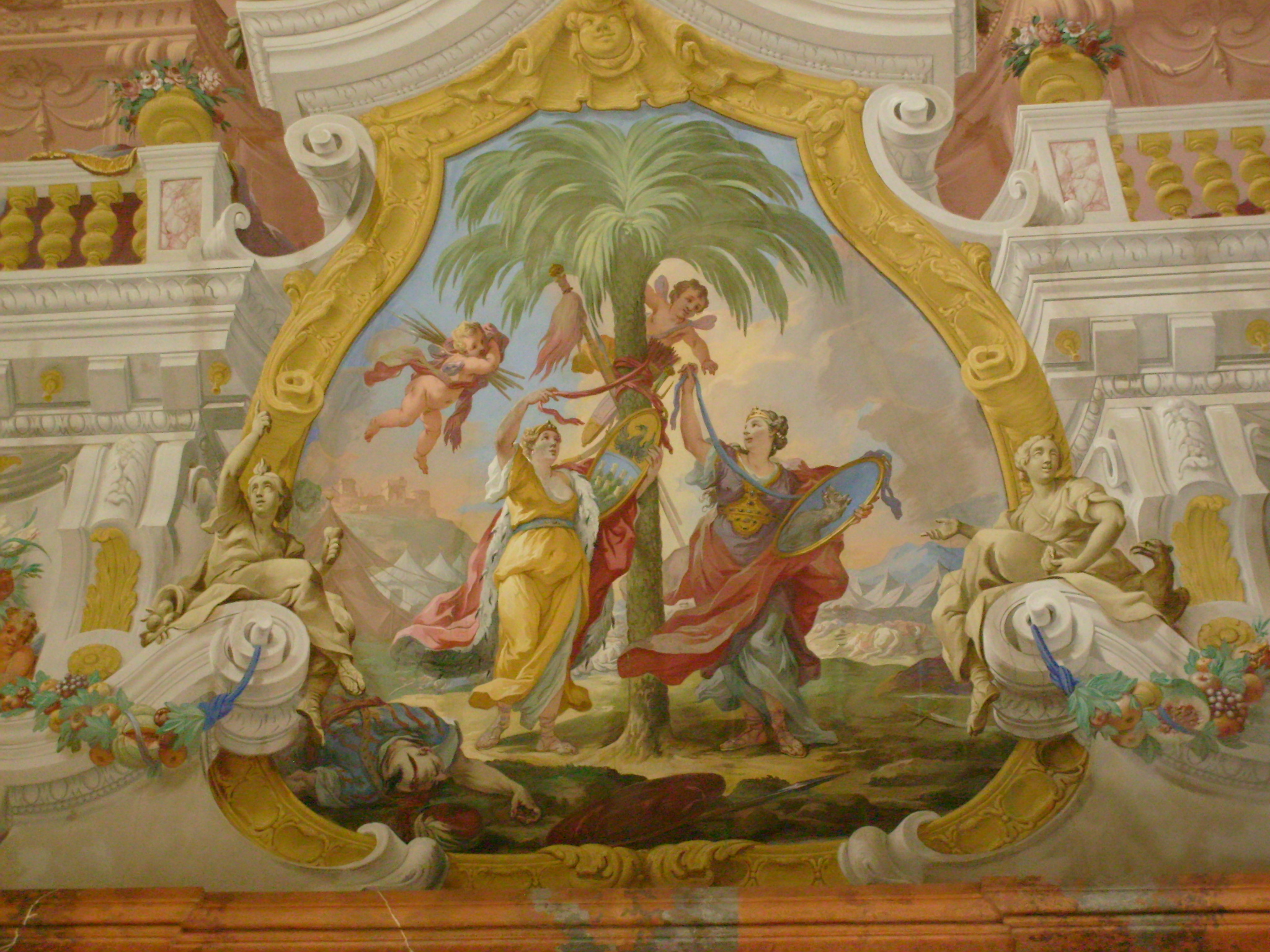
Alegoria Transilvaniei și Serbiei victorioase asupra Imperiului Otoman, frescă de Bartolomeo Altomonte (1723), Mănăstirea Sankt Florian, Austria Superioară

Tratatul de la Karlowitz sau de la Carloviț a fost semnat la 26 ianuarie 1699 în localitatea Carloviț (în sârbă Sremski Karlovci, în germană Karlowitz) din Voivodina, la sfârșitul războiului austriaco-otoman (1683-1697), în care otomanii au fost învinși.
După două luni de negocieri între Imperiul Otoman pe de o parte și, pe de altă parte, Liga Sfântă, o coaliție formată din mai multe puteri europene incluzând Casa de Habsburg, Uniunea Polono-Lituaniană, Republica Venețiană și Imperiul Rus, tratatul de pace a fost semnat la 26 ianuarie 1699. Otomanii au cedat Austriei cea mai mare parte a teritoriului Ungariei (care fusese transformată în pașalâc în urma bătăliei de la Mohacs, 29 august 1526 conduse de către Soliman Magnificul) și Slavonia, iar Podolia a revenit Poloniei. Simultan au renunțat la vasalitatea Transilvaniei, transferată Habsburgilor. Au cedat de asemenea către Veneția teritorii Dalmațiene și peninsula Peloponez, pe care însă otomanii au recuperat-o prin tratatul de pace de la Passarowitz din 1718. Simultan au renunțat la vasalitatea republicii Raguzane, transferată Veneției.

## Urmări
Tratatul de la Karlowitz a marcat începutul declinului Imperiului Otoman în Europa de Est și a stabilit monarhia habsburgică ca putere dominantă în Europa centrală.
În cadrul Imperiului Otoman, tratatul a dus la instabilitate politică și frustrare în rândul anumitor clase politice. În 1703 va avea loc o răscoală a ienicerilor, în mare parte motivată de aceste nemulțumiri.